# Verdun (Vallotton)
Verdun è un dipinto a olio su tela realizzato dal pittore franco-svizzero Félix Vallotton, realizzato nel 1917. Dal luglio del 1976 è conservato al Musée de l'Armée di Parigi.
Quest'opera ha come sottotitolo Tableau de guerre interprété, projections colorées noires, bleues et rouges, terrains dévastés, nuées de gaz, ovvero "Dipinto di guerra interpretato, proiezioni colorate di nero, blu e rosso, terreni devastati, nubi di gas". Quest'opera è una sintesi delle impressioni belliche di Vallotton, in quanto ritrae la battaglia di Verdun, svoltasi durante la grande guerra.

## Storia
La battaglia di Verdun, durata dal mese di febbraio al mese di dicembre del 1916, è divenuta tristemente famosa per essere stato lo scontro più letale della prima guerra mondiale. Dopo essere rimaste in una guerra di posizione per diciotto mesi, le truppe tedesche utilizzarono la loro artiglieria per "dissanguare l'esercito francese".
L'attacco iniziò il 21 febbraio 1916 alle 7:15, in un diluvio di fuoco, bombe e gas: il paesaggio divenne lunare e del tutto polverizzato. In soli due giorni, due milioni di proiettili furono lanciati su un fronte di venti chilometri.
Vallotton, troppo maturo per partecipare alla grande guerra (nel 1914 aveva 49 anni), rimase particolarmente colpito dal conflitto. Dal 1917 si offrì volontario per "una missione di pittore dell'esercito" organizzata dal ministero della guerra affinché dei pittori rinomati andassero al fronte e si rendessero conto della durezza dei combattimenti. Fu in seguito a questa missione svoltasi nel giugno del 1917 sul fronte orientale francese che Vallotton dipinse Verdun.

## Descrizione e analisi
Il quadro di Félix Vallotton rappresenta un paesaggio devastato dalla violenza dei combattimenti. La composizione dell'opera si organizza attorno a dei fasci luminosi che si incrociano sopra delle nuvole di gas. Il paesaggio a destra e a sinistra è avvolto dalle fiamme. L'opera di Vallotton, spesso associata al cubismo, si distingue dai cosiddetti dipinti militari tradizionali. Le forme astratte, i colori vivi e l'assenza di punti di riferimento danno un'impressione apocalittica all'opera. Il pittore stesso affermò:
Secondo Vallotton nessuna forma conosciuta può rappresentare la violenza e l'orrore degli scontri. Nella sua opera, Vallotton non mette in scena alcun soldato, così da accentuare la disumanizzazione di questo conflitto e la presenza preponderante delle macchine.
Questa tela venne giudicata molto rapidamente come una delle rappresentazioni più forti della battaglia, ma, ironia della storia, se Vallotton soggiornò effettivamente presso il fronte, è vero che non si recò mai a Verdun.